# Айыртау (Восточно-Казахстанская область)
Айыртау (каз. Айыртау, до 08.11.2007 — Завидное) — село в Уланском районе Восточно-Казахстанской области Казахстана. Административный центр Айыртауского сельского округа. Код КАТО — 636253100. Основано в 1914 году.

## Географическое положение
Село Айыртау находится в 13 километрах к востоку от села Новая Канайка и в 12,5 километра к юго-западу от посёлка Касыма Кайсенова. Располагается на левом берегу реки Улан.

## Население
В 1999 году население села составляло 2352 человека (1202 мужчины и 1150 женщин). По данным переписи 2009 года в селе проживали 1863 человека (927 мужчин и 936 женщин).